# Guido Horn d’Arturo

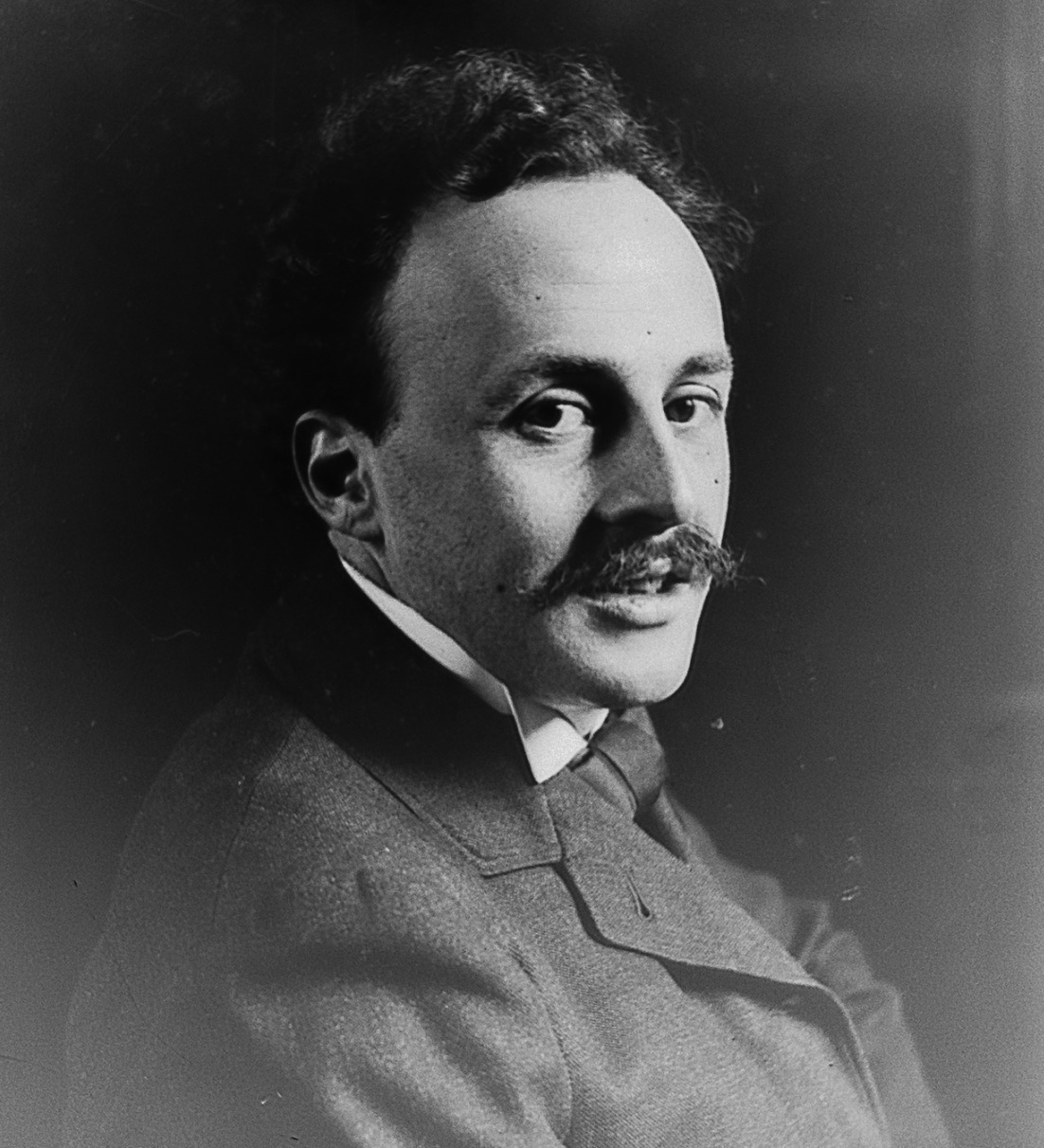
Guido Horn d'Arturo

Guido Horn d’Arturo (* 13. Februar 1879 in Triest als Guido Horn; † 1. April 1967 in Bologna) war ein italienischer Astronom.

## Leben
Guido Horn wurde 1879 als drittes von vier Kindern des Arturo Horn und der Vittoria Melli in Triest, damals Österreich-Ungarn, geboren. Die jüdische Familie hatte ihre Wurzeln vermutlich in den Niederlanden. Als er zwei Jahre alt war, starb sein Vater und er wurde daraufhin von seinem Großvater mütterlicherseits, dem Rabbiner Raffaele Sabato Melli, erzogen.
Horn studierte zunächst vier Jahre Mathematik, Physik und Astronomie an der Universität Graz und anschließend an der Universität Wien, wo er 1902 mit der unter Josef von Hepperger verfassten Dissertation Definitive Bestimmung der Bahn des Kometen 1889 IV promoviert wurde.
1903 wurde er freiwilliger Beobachter am Astronomischen und Meteorologischen Observatorium Triest, wo er sich mit Problemen der Zeitbestimmung und Meteorologie befasste. 1907 wurde er erster Assistent am Astrophysikalischen Observatorium Catania, 1910 Assistent in Turin, 1912 Assistent an der Universitätssternwarte Bologna unter Michele Rajna.
Im Ersten Weltkrieg diente er als Freiwilliger in der italienischen Armee und brachte es bis zum Hauptmann der Artillerie. In dieser Zeit ergänzte er seinen Familiennamen um d’Arturo nach seinem Vater. Nach dem Krieg wurde ihm die italienische Staatsbürgerschaft verliehen und seine Namensänderung von den Behörden offiziell anerkannt.
1918 nahm er den Dienst in Bologna wieder auf, im März 1920 wurde er Astronom am Osservatorio astronomico al Collegio Romano in Rom, im Januar 1921 wurde er nach dem Tod Rajnas Direktor der Sternwarte in Bologna, wo er 1925 auch den Lehrstuhl für Astronomie erhielt und 1928 ordentlicher Professor wurde.
1938 wurde er aufgrund der faschistischen Rassengesetze aus dem Dienst entlassen. Er überlebte den Zweiten Weltkrieg in Bologna, Faenza und Pesaro. Im März 1945 erhielt er die Leitung der Sternwarte Bologna und den Lehrstuhl, den inzwischen Francesco Zagar innehatte, zurück. Bis zu seiner Pensionierung 1954 blieb er Professor in Bologna, war aber auch danach noch weiter wissenschaftlich tätig.

## Leistungen

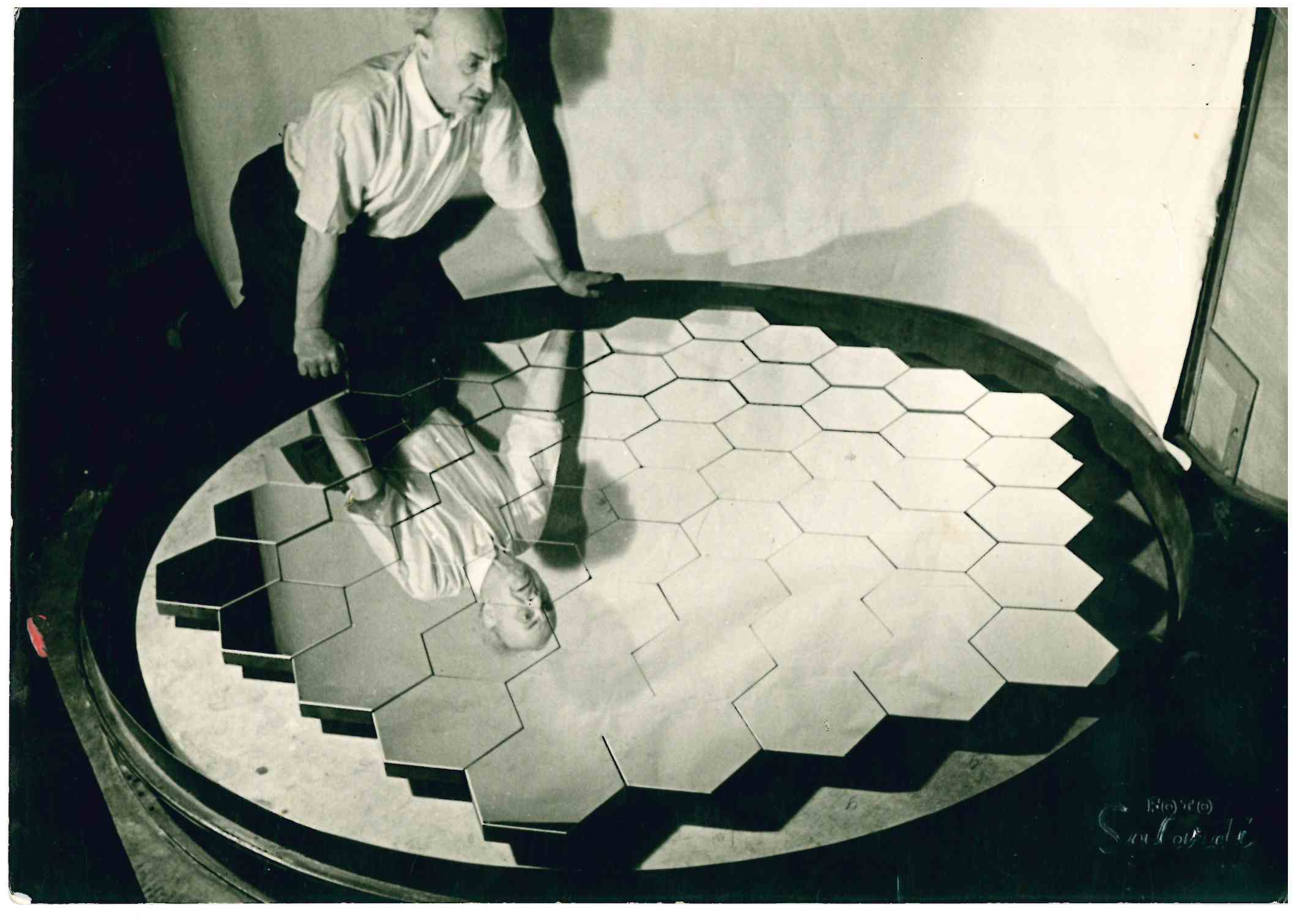
Guido Horn d’Arturo mit dem segmentierten 1,8-m-Spiegel (1952)

Horn d’Arturo hatte vielfältige Interessen, die von der Positionsastronomie bis zur Kosmologie reichten. Er beschäftigte sich unter anderem mit der Natur der Leuchtkraft der Kometen, Sonnenbeobachtungen und veränderlichen Sternen. Er leitete eine Expedition zur Beobachtung der totalen Sonnenfinsternis am 14. Januar 1926 in Somalia und am 19. Juni 1936 auf der Peloponnes.
In Bologna sorgte er für den Ausbau und eine bessere Instrumentierung der Sternwarte und schaffte einen neuen Zeiss-Reflektor mit 60 cm Durchmesser an. 1936 ließ er eine neue Beobachtungsstation in Loiano auf rund 800 m s.l.m. errichten, die bessere Beobachtungsbedingungen als in Bologna bot.
Bedeutende Leistungen erbrachte Horn d’Arturo auf dem Gebiet der Instrumentierung. Er verwendete eine konische Linse anstelle eines Prismas für die Spektroskopie von Sternen und Kometen. Aus Kostengründen konstruierte er Teleskope, deren Spiegel sich aus einzelnen Segmenten zusammensetzten. Das erste, 1935 konstruierte Teleskop hatte 1 m Durchmesser und 10,5 m Brennweite, das zweite Teleskop von 1953 bestand aus 61 Spiegeln und hatte eine Öffnung von 1,8 m und eine Brennweite von 10,4 m. Diese Technik von segmentierten Spiegeln wurde später für das Multiple Mirror Telescope und das Keck-Observatorium adaptiert.
Ein wichtiges Anliegen war ihm die Popularisierung der Astronomie. In Turin begann er, Beiträge für die Rivista di astronomia e scienze affini zu schreiben, 1931 gründete er auf Anregung von Luigi Jacchia die populärwissenschaftliche Zeitschrift Coelum, deren Herausgeber er für viele Jahre war und die bis 1986 erschien.

## Ehrungen
- Benennung des Asteroiden (3744) Horn-d’Arturo[1]
- Benennung der Bibliothek des Astronomischen Instituts und der Sternwarte in Bologna, Biblioteca Guido Horn d'Arturo, 1999[2]